# Cemitério Cruz das Almas

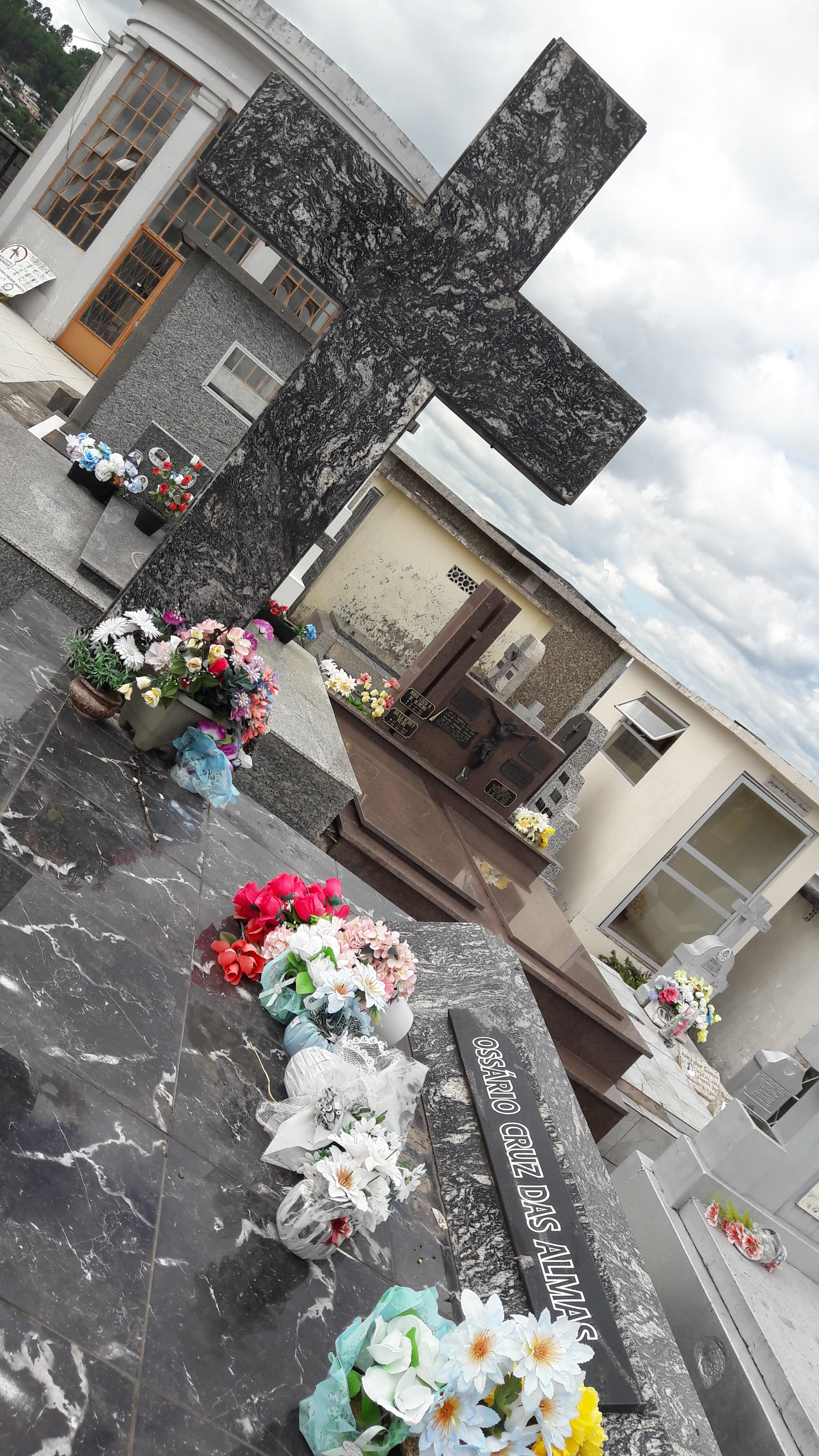
Cruz das Almas

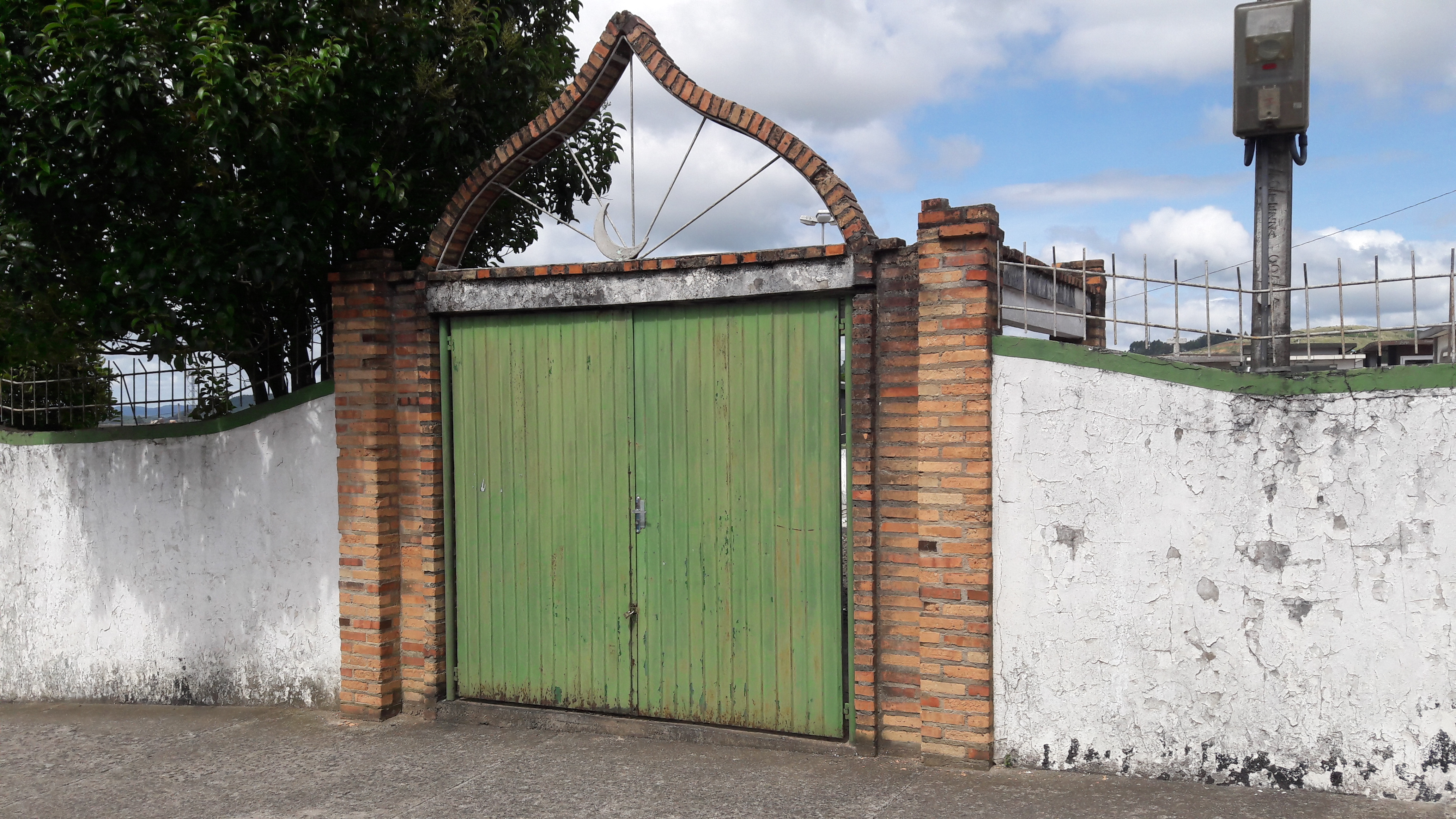
Acesso ao cemitério dos muçulmanos, área de acesso restrito

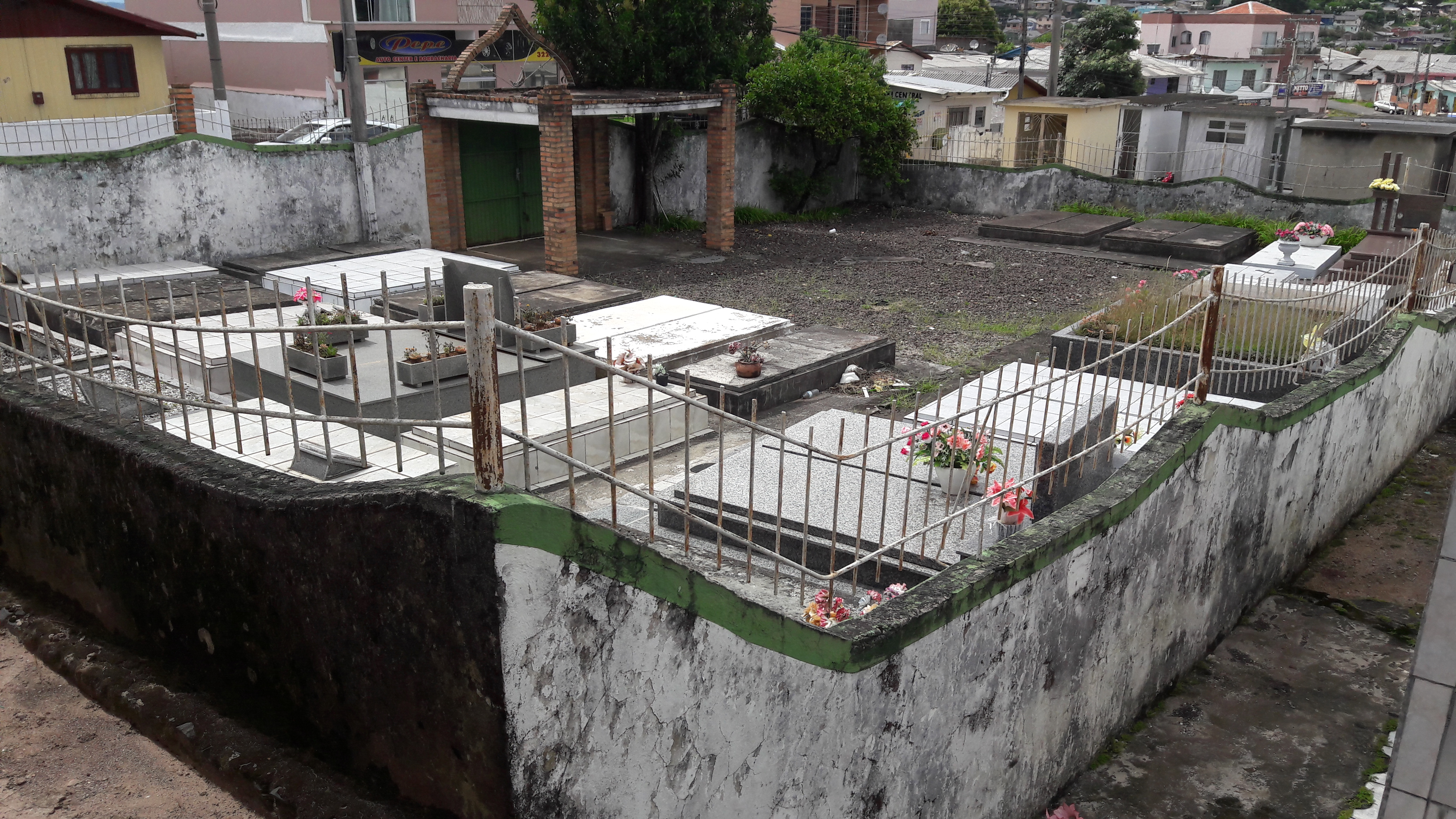
Área delimitada do cemitério dos muçulmanos

Cemitério Cruz das Almas é um cemitério em Lages, Santa Catarina. Está localizado na Av. Marechal Floriano.
Diversas personalidades lageanas estão sepultadas neste cemitério.

## Sepultamentos
| Nome                                                  | Nascimento e morte | Imagem | Ocupação   |
| ----------------------------------------------------- | ------------------ | ------ | ---------- |
| Jazigo da família de Belisário José de Oliveira Ramos |                    |        |            |
| Emilio Fiorentino Battistella                         | 1913–2007          |        | Empresário |
| Irmãos Canozzi                                        |                    |        |            |